# Dvorec Viltuš
Viltuš je dvorec v bližini Maribora, naslednik starega gradu Viltuš na bližnjem hribu, njegovo ime pa naj bi izhajalo iz nemške besede wildhaus.

Sedanji dvorec je bil pozidan na ravnici ob reki  Dravi. Gradnja je potekala v več fazah, sedanjo historično podobo romantične neoromanske arhitekture  pa je dobil v drugi polovici 19. stoletja. Dvorec je arhitektonsko zelo razgiban, sestavlja ga na več organsko zraščenih, čeprav po višini in usmerjenosti povsem različnih kril, z nekdanjo kapelo na eni strani. Za kompleks je značilna množica frčad in stolpičev, najbolj pa izstopa stranski veliki stolp, ki daje stavbi novo prostorsko komponento. Nekoč je bil dvorec odlično opremljen, o tem pričajo redke ohranjene fotografije. Slovel je po marmornih kaminih, nekaj enkratnih kiparskih deli, izbrani notranji opremi ter predvsem po rezljanih lesenih stropih. 
Dvorec predstavlja središče velikega in nekdaj urejenega parka angleškega tipa, z mnogimi redkimi, domačimi in tujerodnimi (med temi izstopajo nekateri eksoti) drevesnimi vrstami. 
Danes dvorec nima nobene namembnosti, je javnosti zaprt in nevzdrževan objekt in zato pogosta tarča huliganstva, posledica tega pa je nezadržno propadanje. Nova povezovalna cesta je razdelila nekdanji park na dva, med seboj ločena dela.

## Krajinska ureditev
Velik park angleškega tipa se razprostira okoli graščine. Njegova zasnova je bila razdeljena v več delov:
- oranžerija,
- cvetlični vrt,
- trate,
- drevesni park,
- ribnik,
- gozd.

Park predstavlja kvaliteten primer ureditve na prehodu iz 19. v 20. stoletje v romantičnem slogu s sestavinam eklekticizma in eksotizma in je pomemben iz dendrološkega (redke eksotične vrste) vidika ter vrtnoarhitekturnega zgodovinskega vidika.
Poleg domačih in običajnih vrst drevja (hrast, smreka, zeleni bor, jesen), se park odlikuje z redkimi tujimi vrstami (močvirski taksodij Taxodium distichum, tulipovec Lyriodendron tulipifera, gledičija Glepaniculata, kavkaška jelka Abies nordmanniana, kanadska čuga Tsuga canadensis, čopasti taksodijevec Sciadopitys verticulata, magnolija Magnolia macrophylla).
Zaradi nezadostnega vzdrževanja in starosti tudi parkovna vegetacija propada.